# Foulques de Corbie
Pour les articles homonymes, voir Corbie (homonymie).
Foulques de Corbie ou Foulques le Grand (vers 1030 - 3 décembre 1095), fut abbé de l'abbaye Saint-Pierre de Corbie. Il mit un zèle particulier à défendre les privilèges d'Immunité et d'Exemption de son monastère contre les empiétements de l’évêque Gui de Ponthieu. Son abbatiat dura 49 ans, ce fut l'un des plus longs que connut l'abbaye de Corbie.

## Biographie

### Un abbatiat du début de la mise en œuvre de la réforme grégorienne
Foulques le Grand, alors qu'il n'était encore que diacre, accéda au siège abbatial de Corbie, en 1048, à la mort de l'abbé Richard (1033-1048), au moment où débutait la réforme grégorienne, vaste mouvement impulsé par la papauté pour affirmer l'indépendance du pouvoir de l'Eglise catholique vis à vis du pouvoir temporel et moraliser les pratiques du clergé. 
Au concile de Reims convoqué par le pape Léon IX (1049), Foulques occupait la quatrième place parmi les abbés. En tant que tout nouvel abbé de Corbie, Foulques fut choisi avec Gérault, son chapelain et conseiller pour faire partie de la suite du pape retournant vers Rome. A Rome, le pape ordonna prêtres Foulques et Gérault, il accorda à Foulques, le privilège de porter la dalmatique et des escarpins pour les fêtes solennelles.
L'église de Saint-Pierre de l'abbaye ayant été détruite par un incendie détruite durant l'abbatiat de l'abbé Richard, Foulques chargea, en 1067, Gérard (Gérault) devenu sacristain, d'entreprendre sa reconstruction avec chœur, nef, collatéraux et chapelles.

### Le conflit avec l'évêque d'Amiens
Gui de Ponthieu, qui n’était encore qu’archidiacre, s’exaspérait de ce que l’abbaye de Corbie soit exemptée des banalités : il ne cessait d’exhorter l’évêque Foulques d'Amiens, son propre frère, à imposer davantage l’abbaye. Alors l’archidiacre Guy partit lui-même à la cour de Rome afin de dénoncer les « crimes » de l'abbé, et signaler que Foulques s'était proclamé prêtre depuis longtemps. Le pape invita les deux plaideurs à se présenter au prochain concile, à Verceil, dans le Piémont.
Or, l'abbé Foulques parut seul à Verceil, si bien que le pape écrivit à l'archevêque de Reims d'apporter son appui à l'abbé de Corbie. L'évêque Foulques d'Amiens se soumit, mais pas son frère Guy qui, parvenu au trône épiscopal en 1058, reprit sa querelle. Il multiplia les vexations et menaça d'excommunication les clercs de l'abbaye. Foulques de Corbie composa alors un mémoire en défense sur l'histoire de son monastère et la justification de ses privilèges, qu'il adressa au pape Alexandre II. Saisi de la plainte de Foulques de Corbie, le souverain pontife réclama à l'archevêque Gervais de Reims la déchéance temporaire de Gui de Ponthieu. Ce dernier vint finalement à résipiscence et reconnut l'exemption de l'abbaye de Corbie moyennant la cession d'un terrain à l'évêché.

### Au cœur de conflits féodaux avec les comtes de Flandre
En 1055, Corbie et quelques autres villes situées sur la Somme, appartenaient au comte de Flandre Baudoin V époux d'Adèle de France, sœur du roi Henri Ier qui lui avait accordée ces villes en dot. L'avoué du comte, Gautier, seigneur d'Encre (actuellement Albert) avait recommencé les vexations envers l'abbaye qu'il avait dû stopper sur décision royale.
L'abbé Foulques s'adressa au comte de Flandre pour avoir justice et Gautier d'Encre comparut à Corbie devant le comte. Baudoin décida que Gautier ne pourrait pas prendre une décision de justice hors de la présence de l'abbé ou de son représentant, que l'avoué ne pourrait exiger que huit chevaux de l'abbaye pour un service armé de quarante jours. Gautier dut prêter serment de respecter ses engagements.
À la mort de Baudouin VI de Flandre, en 1070, son fils Arnoul III lui succéda à la tête du comté de Flandre mais son oncle Robert le Frison profita de son jeune âge pour s'approprier son héritage. Dépouillé, Arnoul fit appel au roi de France et promit de lui remettre la souveraineté sur Corbie et les autres villes de la Somme incluses dans la dot de sa grand-mère. Le roi Philippe Ier accepta la proposition et alla avec sa cour prendre possession de la ville de Corbie. Il leva une armée et marcha sur la Flandre mais son armée fut écrasée par les Flamands à Cassel et Arnoul trouva la mort sur le champ de bataille. 
Malgré cet échec, Philippe Ier demeura maître de Corbie. Robert le Frison, en représailles, s'empara des biens que l'abbaye possédait en Flandre. Foulques fit appel au roi qui se jugeant incapable en l'état de le vaincre, n'intervint pas. 
L'abbé Foulques se résolut à faire porter les reliques saint Adalhard à Robert le Frison, espérant le faire fléchir. Sur les instances des seigneurs de sa suite, Robert restitua les reliques aux moines qui les lui apportaient. Ces derniers retournèrent à Corbie en passant par Lille où la comtesse Adèle séjournait. Elle fit arrêter la châsse, prétendant qu'elle renfermait les reliques appartenant à sa famille. L'un des moines nommé Evrard convainquit ses compagnons d'un stratagème. Il proposa qu'ils demeurassent près de la châsse, au prétexte de la garder, tandis qu'à la faveur de la nuit, il s'emparerait des reliques et les porterait à Corbie, ce qui fut fait. La comtesse Adèle, la supercherie découverte, reconnut là une intervention divine et permit aux moines de rentrer à Corbie avec la châsse.

### Renouer les liens entre l'abbaye de Corbie, le diocèse de Hambourg et l'abbaye de Corvey
En 1055, l'archevêque de Hambourg, Adalbert de Brême, voulant renouveler l'union d'autrefois entre Hambourg et Corbie pour former une société de prière, demanda qu'on lui envoya une lettre d'association promettant en échange de faire parvenir à Corbie une relique de     saint Anschaire. Un fragment d'os du bras du saint arriva à Corbie dans un bras-reliquaire en argent doré, le 2 mars. En remerciement, l'abbé de Corbie fit rédiger la Vie de saint Anschaire, en vers hexamètres et la dédia à l'archevêque de Hambourg.
En 1083, Foulques se rendit en Saxe pour renouveler l'ancienne union des deux Corbies (l'Abbaye de Corbie et l'Abbaye de Corvey). Il y fut accueilli avec honneur et respect. Pendant son séjour, l'abbé et les religieux le prièrent d'agréer la prééminence dans toutes les assemblées de la communauté. Lors de son départ, on lui offrit les ornements pontificaux avec lesquels il avait officié pendant son séjour ainsi qu'un beau candélabre.

### L'usurpation d'Evrard et la frappe de monnaies
Le long séjour que Foulques fit en Saxe donna à Evrard, l'un des moines de l'abbaye de Corbie, l'occasion d'affirmer que l'abbé Foulques était mort et de se faire nommer abbé à sa place. Evrard en qualité d'abbé de Corbie participa, à Compiègne, à un concile de la province ecclésiastique de Reims concernant le rétablissement de la discipline régulière dans les monastères. Au retour de Foulques à Corbie, en 1085, Evrard fut déposé et Foulques reprit la tête de l'abbaye. 
Pendant le pseudo-abbatiat d'Evrard, fut édicter un règlement touchant la monnaie qu'il faisait frappée. Le droit de battre monnaie était une des prérogatives de la puissance publique sur un territoire de même que d'y lever des troupes, d'y lever des impôts...
Avant l'usurpation d'Evrard, Foulques avait déjà entreprit de reprendre la frappe de monnaie. Après son retour à Corbie, il fit frapper un nouveau monnayage dit « denier de saint Anschaire ».